# Antropologia aplicada
Antropologia aplicada é a aplicação dos métodos e da teoria da antropologia à análise e solução de problemas práticos. Em Applied Anthropology: Domains of Application, Kedia e Van Willigen definem o processo como um "complexo de métodos instrumentais relacionados, baseados em pesquisas, que produzem mudanças ou estabilidade em sistemas culturais específicos por meio do fornecimento de dados, início da ação direta e/ou a formulação de políticas". Mais simplesmente, a antropologia aplicada é o lado da praxis da pesquisa antropológica; inclui o envolvimento do pesquisador e ativismo na comunidade participante.

## Abrangendo disciplinas acadêmicas
O site da American Anthropological Association (AAA) descreve a antropologia como um foco no "estudo de seres humanos, passado e presente. Para entender toda a abrangência e complexidade das culturas ao longo de toda a história da humanidade, a antropologia baseia-se no conhecimento das ciências sociais e biológicas, bem como das ciências humanas e físicas". Assim, o campo é dividido em quatro subáreas: antropologia sociocultural, antropologia biológica (ou física), arqueologia e antropologia linguística. Como um princípio central do campo antropológico é a aplicação de conhecimento e pesquisa compartilhados sobre seres humanos em todo o mundo, um antropólogo especializado em qualquer uma dessas áreas e que realiza pesquisas sobre ação direta e/ou política pode ser considerado um "antropólogo aplicado". De fato, alguns problemas práticos podem invocar todas as sub-disciplinas. Por exemplo, um programa de desenvolvimento comunitário nativo americano pode envolver pesquisa arqueológica para determinar a legitimidade das reivindicações de direitos da água, etnografia para avaliar as características culturais atuais e históricas da comunidade, linguística para restaurar a competência linguística entre os habitantes, antropologia médica para determinar a causalidade da dieta, doenças por deficiência, etc.

## Engajamento profissional
Os antropólogos aplicados geralmente trabalham para clientes não acadêmicos, como governos, agências de desenvolvimento, organizações não-governamentais (ONGs), associações tribais e étnicas, grupos de defesa de direitos, agências de serviços sociais e educacionais e empresas. Também não é incomum para um antropólogo iniciar um trabalho ativista em torno de sua própria área de estudo; freqüentemente, os estudos antropológicos socioculturais começam como meras pesquisas que florescem em projetos de advocacia comunitária e até novas ONGs especializadas.
A metodologia aplicada ao antropólogo inclui, entre outros, etnografia, observação participante, bola de neve, entrevistas e grupos focais. Eles também usam análise textual, levantamento topográfico, pesquisa de arquivo e outros métodos empíricos para informar políticas ou comercializar produtos.

## Problemas e críticas
O processo de condução da pesquisa antropológica e, em seguida, da aplicação do conhecimento nas tentativas de melhorar a vida dos participantes da pesquisa pode ser problemático e muitas vezes está associado a elementos do orientalismo e/ou colonialismo. Kedia e Van Willigen descrevem o dilema moral incorporado neste trabalho:
"Os requisitos éticos da antropologia aplicada são especialmente desafiadores, pois o profissional deve negociar um equilíbrio intrincado entre os interesses dos clientes que encomendam o trabalho e os da comunidade que está sendo estudada".
Os autores continuam afirmando que essa negociação leva a questões de privacidade, propriedade e as implicações e finalidades do estudo que está sendo produzido (p. 16).
Embora as diretrizes para a ética da antropologia aplicada sejam apresentadas pelas principais organizações antropológicas - incluindo a American Anthropological Association (AAA), a Society for Applied Anthropology (SFAA) e a National Association for the Practice of Anthropology (NAPA) -, é cada vez mais difícil garantir que o alto volume de antropólogos em todo o mundo prossiga com suas pesquisas de maneiras culturalmente relativas e sensíveis às necessidades da comunidade. Kedia e Van Willigen descrevem os inúmeros papéis que um antropólogo aplicado deve desempenhar como recurso eficaz para as comunidades carentes; um pesquisador deve ser um advogado, "intermediário" cultural, avaliador, pesquisador de políticas, especialista em participação pública e analista de pesquisa.
O fenômeno multinacional da mutilação genital feminina (MGF) exemplifica a necessidade de um antropólogo dar conta de contextos culturais relativos: "O trabalho de acadêmicos que enfatizam a importância fundamental de oferecer perspectivas sobre fatores culturais que promovem a prática da mutilação genital feminina trouxe à debate em torno do relativismo cultural em foco nítido. Greunbaum (1996) nota que as análises que oferecem interpretações e contextualizações culturais êmicas são muitas vezes criticadas como na fronteira com a advocacia para a prática" [ênfase no original]. Nesses casos, é imperativo que um antropólogo não obscureça suas próprias noções preconcebidas sobre saúde e relações de gênero, na tentativa de "remediar" uma questão social complexa.

## Debates sobre objetividade na antropologia
O campo da antropologia também é repleto de debates em torno de abordagens precisas e eficazes para a realização de pesquisas. Mais especificamente, há um debate contínuo sobre a essencialidade da objetividade no trabalho de campo antropológico. Alguns estudiosos hermenêuticos sustentam que é impossível remover as próprias noções culturais preconcebidas do trabalho. Nessa linha de pensamento, é mais produtivo reconhecer que os antropólogos são eles próprios observadores culturalmente programados e devem sempre estar atentos aos preconceitos que influenciam as informações que recebem. Por outro lado, a abordagem positivista da antropologia enfatiza a necessidade de uma abordagem objetiva, regimentada e científica da pesquisa antropológica.

## Trabalhos e organizações acadêmicas
O primeiro jornal de antropologia aplicada nos Estados Unidos é chamado Human Organization, publicado pela Society for Applied Anthropology. No Reino Unido, a principal revista de antropologia aplicada é chamada Anthropology in Action.
Sob a direção do Royal Anthropological Institute, Jonathan Benthall (autor de The Best of Anthropology Today) criou a anual Medalha Lucy Mair de Antropologia Aplicada. Isso reconhece a excelência no uso da antropologia "para o alívio da pobreza ou angústia, ou para o reconhecimento ativo da dignidade humana".
A Association of Social Anthropologists (ASA) possui uma rede de Antropólogos Aplicados, conhecida como "Aplicar". Dentro da Associação Europeia de Antropólogos Sociais (EASA), existe a Rede de Antropologia Aplicada, que organiza anualmente o simpósio internacional Por que o mundo precisa de antropólogos. O tema do primeiro simpósio foi Novos Campos para Antropologia Aplicada na Europa (Amsterdã, 2013), do segundo Saindo da Torre de Marfim (Pádua, 2014), do terceiro Questões Ardentes de Nosso Planeta Quente (Liubliana, 2015), de o quarto Humanise IT (Tartu, 2016), o quinto Powering the Planet (Durham, 2017) e o sexto Designing the Future (Lisboa, 2018). Na Rede de Antropologia Médica da EASA, também existe um grupo de interesse especial em antropologia aplicada.
Existem três grupos principais baseados nos EUA, baseados na aplicação da antropologia com atenção aguda às implicações éticas e sociais: American Anthropological Association (AAA), Society for Applied Anthropology (SFAA) e National Association for the Practice of Antropology (NAPA).